# Staffan Mårtensson
Staffan Mårtensson, né en 1964, est un clarinettiste suédois.
Il a reçu notamment deux prix en 2007, ainsi qu'une nomination au Midem à Cannes, en catégorie musique contemporaine.